# DJ Hooligan
DJ Hooligan, właśc. Frank Tomiczek – niemiecki DJ oraz producent muzyczny. Jego najbardziej znane utwory to "Harder 'n Deeper"; "It's a Dream Song"; "Rave Nation" i "Sueno Futuro (Wake up and Dream)". Tworzy również pod pseudonimem Da Hool.

## Dyskografia

### Albumy
Pod pseudonimem DJ Hooligan:
- 1995: 3 Years To Become A Ravermaniac

Pod pseudonimem Da Hool:
- 1997: Here Comes Da Hool
- 2008: Light My Fire

### Single
Pod pseudonimem DJ Hooligan:
- 1992: Harder 'n Deeper
- 1992: It's a Dream Song
- 1993: Spacegirl
- 1993: The Culture
- 1993: B.O.T.T.R.O.P.
- 1994: Imagination of House
- 1994: Rave Nation
- 1995: Sueno Futuro (Wake up and Dream)
- 1995: I Want You
- 1996: System Ecstasy
- 2002: Hear You Now

Pod pseudonimem Da Hool:
- 1996: Hard Time Tango
- 1996: Get Funky
- 1997: Meet Her At The Love Parade
- 1997: Bora Bora
- 1997: Freakstyle
- 1998: Hypochonda
- 1998: Mama Sweet
- 1999: Wankers on Duty
- 2000: Eichelrück
- 2000: Dr. Mabuse
- 2001: Meet Her At The Love Parade 2001
- 2003: Hazy/Crazy
- 2004: Set the Stakes High
- 2004: In the Beginning
- 2005: Bow Down
- 2006: Streetlife
- 2007: Der Stahlelefant
- 2007: Light My Fire
- 2008: Hold On
- 2008: Wir sind Sexy
- 2009: See That Girl
- 2009: This Track Is Burning (Hool vs. Zenker)
- 2009: Summer
- 2010: Bora Bora (2010)
- 2015: MHATLP (Oliver Heldens & Da Hool)